# Pusztatelek
Pusztatelek (románul: Bontăieni) falu Romániában, Máramaros megyében. Közigazgatásilag Lacfaluhoz tartozik.

## Fekvése
Máramaros megyében, Felsőbányától délre, Bajfalu és Felsősándorfalu között fekvő település.

## Története
Pusztatelek mindvégig a nagybányai uradalomhoz tartozott, s annak sorsában osztozott.
A 18. században a Sándor család birtoka volt, majd később a királyi kincstárra szállt.
A 20. század elején a településnek nagyobb birtokosa nem volt.
A falu határában levő Gyelnicza kokoluj-dűlőről az a legenda keringett a környéken, hogy az 1717-évi tatárjáráskor ott ásták el a magurai bányákból kikerült aranyat és ezüstöt, s azt máig sem találták meg.
Borovszky Samu az 1900-as évek elején írta Pusztatelekről: "Kisközség a bányavidéken, 49 házzal és 238 görögkatolikus oláh lakossal. Határa 467 hold. A község utolsó postája, vasúti és távíró állomása Felsőbánya".
A falut a Feketehegy (Mogosa) délkeleti részén eredő Bulz patak folyik keresztül, mely Bajfalut, Pusztatelket, Felsősándorfalut átszelve Kékesoroszfaluban egyesül a Magyarkékes vizével.
A trianoni békeszerződés előtt Pusztatelek Szatmár vármegye nagybányai járásához tartozott.

## Nevezetességek
- Görögkatolikus temploma 1790-ben épült.